# Kilburn Grange Park
El Kilburn Grange Park és un espai verd de la ciutat de Londres, situat al districte de Camden, vorejant Kilburn High Road. El parc va ser obert el 1913. Cobreix 3,2 hectàrees i conté pistes de tennis.